# Sam Benson
Sam Benson, né le 1er janvier 1886 à New York et mort le 13 juin 1957 à West Hollywood est un créateur de costumes américain très prolifique. Il travailla pour William Fox au sein de la 20th Century Fox de 1925 à sa mort.

## Filmographie partielle
- 1924 : The Deadwood Coach de Lynn Reynolds
- 1925 : Sa nièce de Paris (Thank You ou Lightnin') de John Ford (non crédité)
- 1926 : Trois sublimes canailles (3 Bad Men) de John Ford (non crédité)
- 1926 : Au service de la gloire (What Price Glory) de Raoul Walsh (non crédité)
- 1927 : Upstream de John Ford (non crédité)
- 1928 : Une fille dans chaque port (A Girl in Every Port) de Howard Hawks (non crédité)
- 1933 : Révolte au zoo (Zoo in Budapest) de Rowland V. Lee
- 1934 : Cœur de tzigane (Caravan) d'Erik Charell
- 1934 : Charlie Chan's Courage d'Eugene Forde et George Hadden (non crédité)
- 1934 : Mon gosse (Peck's Bad Boy) d'Edward Cline
- 1935 : L'Enfer (Dantes inferno) de Harry Lachman
- 1935 : Le Petit Colonel (The Little Colonel) de John Ford
- 1935 : This Is the Life, de Marshall Neilan
- 1935 : Charlie Chan en Égypte (Charlie Chan in Egypt) de Louis King
- 1936 : Capitaine Janvier (Captain January) de David Butler
- 1936 : Pauvre petite fille riche (Poor Little Rich Girl) d'Irving Cummings
- 1936 : Ramona de Henry King
- 1937 : L'Amour en première page (Love Is News) de Tay Garnett
- 1937 : La Mascotte du régiment (Wee Willie Winkie) de John Ford
- 1937 : Heidi d'Allan Dwan
- 1938 : Mam'zelle vedette (Rebecca of Sunnybrook Farm) d'Allan Dwan
- 1938 : Hôtel à vendre (Little Miss Broadway) d'Irving Cummings
- 1939 : Petite Princesse (The Little Princess) de Walter Lang
- 1939 : Et la parole fut (The Story of Alexander Graham Bell) d'Irving Cummings
- 1940 : Johnny Apollo de Henry Hathaway
- 1940 : L'Odyssée des Mormons (Brigham Young) de Henry Hathaway
- 1940 : Adieu Broadway (Tin Pan Alley) de Walter Lang
- 1941 : Arènes sanglantes (Blood and Sand) de Rouben Mamoulian (non crédité)
- 1941 : Rise and Shine d'Allan Dwan
- 1941 : Qu'elle était verte ma vallée (How green was my valley) de John Ford
- 1941 : Une nuit à Rio (That Night in Rio) d'Irving Cummings
- 1941 : Un Yankee dans la RAF (A Yank in the R.A.F.) de Henry King
- 1942 : Le Chevalier de la vengeance (Son of fury) de John Cromwell
- 1942 : Âmes rebelles (This above all) d'Anatole Litvak
- 1942 : Le Cygne noir (The Black Swan) de Henry King
- 1943 : Requins d'acier (Crash Dive) d'Archie Mayo
- 1944 : C'est arrivé demain (It Happened Tomorrow) de René Clair
- 1945 : Péché mortel (Leave Her to Heaven) de John M. Stahl
- 1946 : Le Fil du rasoir (The Razor's Edge'') d'Edmund Goulding
- 1946 : Queen of Burlesque de Sam Newfield
- 1947 : Le Carrefour de la mort (Kiss of Death) de Henry Hathaway
- 1947 : Le Mur Invisible (Gentleman's Agreement) d'Elia Kazan
- 1948 : La Femme aux cigarettes (Road House) de Jean Negulesco
- 1948 : Infidèlement vôtre (Unfaithfully yours) de Preston Sturges
- 1949 : Chaînes conjugales (A letter to three wives) de Joseph L. Mankiewicz
- 1951 : Sur la Riviera (On the Riviera) de Walter Lang
- 1952 : Les Neiges du Kilimandjaro (The Snows of Kilimandjaro) de Henry King
- 1952 : Gosses des bas-fonds (Bloodhounds of Broadway) de Harmon Jones
- 1952 : La Furie du désir (Ruby Gentry), de King Vidor
- 1953 : Les hommes préfèrent les blondes (Gentlemen prefer Blondes) de Howard Hawks
- 1954 : Prince Vaillant (Prince Valiant), de Henry Hathaway
- 1955 : Le Rendez-vous de Hong Kong (Soldier of fortune) d'Edward Dmytryk
- 1955 : La Plume blanche (White feather) de Robert D. Webb
- 1955 : Papa longues jambes (Daddy Long Legs)) de Jean Negulesco